# ぱらちゃん
ぱらちゃんは、アザラシをモチーフとしたキャラクター。
東芝製パソコン（dynabook/Qosmio）の待ち受けキャラクターとして知られている。

## 概要
アザラシの姿をしているが、実はアザラシではなく、「愛嬌のあるゴースト」とのこと。分裂するのもそのためである。外見は少年アシベに出てくるゴマちゃん（ゴマフアザラシの赤ちゃん）に似ている。パラオ生まれとの設定により、ぱらちゃんと呼ばれる。東芝では性別不明としているが、一人称が「ぼく」であること、また公式ページの仲間紹介のぱぷちゃん(女の子)の欄に、「ぱらちゃんの彼女？」と書かれていることから、男の子であると思われる。しかし、なぜかぱぷちゃんとくじぃらんのキャラクターは性別が決まっている。

## 東芝製パソコンでの展開
東芝製パソコンにはミニゲーム機能付きのデスクトップアクセサリとして搭載されているほか、同社製のマウスなどに使われている。また、同社のパソコンを購入すると、購入記念品としてぱらちゃんグッズが進呈される。ミニゲームではクリックすると半分の大きさになって分裂していく（ただし分裂は32匹まで、さらに分裂した個体同士が近づくと結合する）ようになっており、どこまで分裂させられたかや出現した食べ物をどれだけ食べることが出来たかで点数が決まるようになっている。